# 朱云谦
朱云谦（1919年—1989年），江西莲花人，中国人民解放军将领、中国人民解放军少将。
毕业于解放军军事学院。1976年，接替龙道权，担任广州军区空军政治委员。1978年，由任球接任。1955年，授中国人民解放军少将军衔。